# Championnat de Lituanie de football 1996-1997
Navigation
Saison précédente Saison suivante
La saison 1996-1997 du Championnat de Lituanie de football était la 7e édition de la première division lituanienne. Cette saison, seules huit équipes prennent part au championnat : les équipes s'affrontent lors de deux phases de matchs aller et retour.
Le Kareda Siauliai termine en tête de la poule pour le titre et remporte le 1er titre de champion de Lituanie de son histoire.

## Les 8 clubs participants
| - FK Zalgiris Vilnius - FK Ekranas Panevezys - FBK Kaunas - FK Panerys Vilnius | - FK Inkaras Kaunas - Kareda Siauliai - Atlantas Klaipeda - Zalgiris-Volmeta Vilnius |

## Compétition
Le barème de points servant à établir le classement se décompose ainsi :
- Victoire : 3 points
- Match nul : 1 point
- Défaite : 0 point

### Classement
| Rang | Équipe                   | Pts | J  | G  | N  | P  | Bp | Bc | Diff |
| ---- | ------------------------ | --- | -- | -- | -- | -- | -- | -- | ---- |
| 1    | Kareda Siauliai          | 64  | 28 | 19 | 7  | 2  | 61 | 12 | +49  |
| 2    | FK Zalgiris Vilnius (C)  | 56  | 28 | 17 | 5  | 6  | 56 | 19 | +37  |
| 3    | FK Inkaras Kaunas (T)    | 53  | 28 | 15 | 8  | 5  | 41 | 19 | +22  |
| 4    | FBK Kaunas               | 41  | 28 | 12 | 5  | 11 | 33 | 31 | +2   |
| 5    | FK Ekranas Panevezys     | 34  | 28 | 8  | 10 | 10 | 28 | 32 | -4   |
| 6    | FK Panerys Vilnius       | 25  | 28 | 6  | 8  | 14 | 20 | 40 | -20  |
| 7    | Atlantas Klaipeda        | 18  | 28 | 4  | 6  | 18 | 21 | 66 | -45  |
| 8    | Zalgiris-Volmeta Vilnius | 16  | 28 | 3  | 7  | 18 | 19 | 60 | -41  |

|  | Qualifié pour la Ligue des champions 1997-1998 |
|  | Qualifié pour la Coupe des Coupes 1997-1998    |
|  | Qualifié pour la Coupe UEFA 1997-1998          |
|  | Qualifié pour la Coupe Intertoto 1997          |
|  | Relégation en deuxième division                |

## Bilan de la saison
| Tableau d'Honneur                   |                     |
| Compétition                         | Vainqueur           |
| Championnat de Lituanie de football | Kareda Siauliai     |
| Coupe de Lituanie de football       | FK Zalgiris Vilnius |

| Qualifications européennes    |                     |
| Ligue des champions 1997-1998 | Qualifié            |
| 1er tour                      | Kareda Siauliai     |
| Coupe des Coupes 1997-1998    | Qualifié            |
| 1er tour                      | FK Zalgiris Vilnius |
| Coupe UEFA 1997-1998          | Qualifié            |
| 1er tour                      | FK Inkaras Kaunas   |
| Coupe Intertoto 1997          | Qualifié            |
| 1er tour                      | FBK Kaunas          |

| Promotion et relégation | |
| Relégué en II Lyga      | Zalgiris-Volmeta Vilnius |
| Promus en A Lyga        | FK Vienybé Ukmergé FK Tauras Tauragé Interas Visaginas Banga Gargzdai Gelezini Vilkas Vilnius Mastis Telsiai Nevezis-Lifosa Kedainiai Ranga-Politechnika Kaunas Lokomotyvas-Legela Vilnius |